# LOD muziektheater
LOD muziektheater is een Gents productiehuis dat voornamelijk opera en muziektheater creëert en door Hans Bruneel geleid wordt. LOD is een verderzetting van het in 2006 opgeheven theatergezelschap Het Muziek LOD. Sinds 2008 is LOD op de Gentse Bijloke-site gevestigd.

## Ontstaansgeschiedenis
In 1989 richtte Hans Bruneel het theatergezelschap Het Muziek LOD op. De benaming ‘Lod’ refereert hierbij naar het voormalige lunchtheater dat in de Gentse brasserie De Grote Avond opgevoerd werd. Voor deze succesvolle ‘Lunch op Donderdag-concerten’ schaarde Bruneel telkens een verzameling aan muzikanten, acteurs en vertellers rond zich. Sinds de beginjaren profileert LOD zich eerder als een platform van artiesten, in plaats van een gezelschap met ‘vaste’ medewerkers. Zo werkten onder andere Dick Van der Harst, Philippe Vandenberghe, Elvis Peeters, Guy Cassiers, Alain Platel, Goele Derick en Kris Defoort aan een aantal LOD-producties mee.
In juni 2006 werd Het Muziek LOD opgeheven om meteen verdergezet te worden als LOD muziektheater.

## Vertelmuziektheater
In LOD-producties speelt muziek een prominente rol. Men spreekt ook wel van ‘Vertelmuziektheater’, aangezien LOD steeds aan de hand van muziek een verhaal op de scène brengt. De muziek wordt dan ook vanuit het creatieproces gecomponeerd en wordt als een volwaardig vertelstandpunt gezien. LOD werkt vaak met verschillende muziekgenres zoals opera, zigeunermuziek en hedendaagse muziek. Bovendien worden andere media zoals videokunst en moderne dans dikwijls in de producties geïntegreerd.
In Het huis der verborgen muziekjes (2000) bracht componist Dick van der Harst bijvoorbeeld muzikanten met een verschillende achtergrond – o.a. de Galicische vrouwengroep Ialma, folkgroep Orion, jazzpercussionist Frédéric Malempré en flamencodanseres Sofia Yero – samen in een meerstemmige suite.
De opera The Woman Who Walked into Doors (2001) combineerde dan weer theater, muziek, literatuur en videokunst. Het betekende het operadebuut van componist Kris Defoort en regisseur Guy Cassiers, die de gelijknamige roman van de Ierse schrijver Roddy Doyle bewerkten. In de opera werd het hoofdpersonage Paula afwisselend door een actrice en een sopraan gespeeld. Daarnaast werd de tekst van alle andere personages geprojecteerd. Op die manier ontstond er een dialoog tussen de beeldtaal van de video, de gesproken monoloog van de actrice en de zangpartijen van de sopraan.
LOD financiert haar producties hoofdzakelijk door middel van subsidies van de stad Gent en de Vlaamse overheid (57,15%). Bij de toekenningen van de subsidies onder het Kunstendecreet voor de periode 2017-2021 ontving LOD een 'zeer goed' eindadvies en werd het jaarlijks subsidiebedrag op 1.108.600 euro vastgelegd. Overige financiële middelen worden vooral uit eigen ticketverkoop, coproducties en sponsoring gehaald (42,85%).

## Vertelfestival'Feest'ival
Het Muziek LOD organiseerde tussen 1989 en 1993 een jaarlijks Vertelfestival. Deze festivals werden op locatie gespeeld, zo werden producties zowel in openbare gebouwen als privéwoningen opgevoerd. De focus lag hierbij vooral op orale vertelcultuur, kleinschaligheid en het ‘Gentse’. Het festival evolueerde naar een soort oefenplek, waar het gezelschap nieuwe samenwerkingen en vertelvormen kon uittesten. Het bleek echter te moeilijk om de organisatie van Vertelfestivals met de creatie van muziektheaterproducties te combineren en in ’93 werd dan ook beslist om met de festivals te stoppen. Volgens Hans Bruneel had het gezelschap alle mogelijke creatieve output uit het project gehaald en kon men omwille van de maatschappelijke omstandigheden niet meer van een vrolijk ‘Feest’ival spreken.

## Producties
De volgende lijst bevat een selectie uit de producties van het voormalige Het Muziek LOD en het huidige LOD muziektheater tussen 1989 en vandaag.

- 1991: Allons les Gars - Alain Platel (regie) & Dick van der Harst (muziek)

- 1992: De pijl, Remorqueur à vapeur - Alain Platel (regie) & Dick van der Harst (muziek)

- 1992: Portretten - Dick van der Harst (muziek), Philippe Vandenberghe (tekst) & Guy Cassiers (regie)
- 1993: De vuurvogel - Goele Derick (concept), Bruno Mistiaen (tekst) & Dick van der Harst (muziek)

- 1994: De aftelling - Jan Vromman (tekst & regie) & Kris Defoort (muziek)
- 1995: De zeven hoofdzonden - Bertold Brecht (tekst), Dick van der Harst (muziek), Guy Cassiers (regie) & Tony Thatcher (choreografie)
- 1995: La Tristeza Complice - Alain Platel (regie) & Dick van der Harst (muziek)

- 1997: Kahaani - Guy Cassiers (regie), Dick van der Harst (regie) & Hildegard De Vuyst (tekst)
- 1998: Passages - Kris Defoort (muziek)

- 1998: The Sands of Time - Dick van der Harst (concept & compositie) & Guy Cassiers (regie)
- 1999: Anton - An De Donder (concept) & Rik Verstrepen (muziek)
- 1999: Diep in het bos - Eric De Volder (tekst, vormgeving & regie) & Dick van der Harst (compositie)
- 2000: Het huis der verborgen muziekjes - Dick van der Harst (muziek & compositie)

- 2000: W - Georges Perec (tekst), David Bovée (muziek) & Benjamin Verdonck, David Bovée (spel)
- 2001: The Woman Who Walked into Doors - Kris Defoort (muziek & libretto) & Guy Cassiers (regie & libretto)

- 2002: De overstroming - Peter Handke (tekst in een vertaling van Gerrit Bussink) & Jan Kuijken (compositie)
- 2002: Titusandonderonikustmijnklote - Walter Hus (muziek), Jan Decorte (tekst) & Jan Ritsema (regie)

- 2002: Zwarte vogels in de bomen - Eric De Volder (tekst & regie) & Dick van der Harst (muziek)
- 2004: Achter ’t eten - Eric De Volder (regie) & Dick van der Harst (muziek)

- 2004: Die siel van die mier - Josse De Pauw (regie), David Van Reybrouck, Jan Kuijken (tekst) &George van Dam (muziek)

- 2004: L'opéra bègue/stotteropera - Dominique Roodthooft (regie), Dick van der Harst (muziek) & Pieter De Buysser (tekst)
- 2005: De zwaluw - Tom Jansen (tekst & spel) & Jan Kuijken (muziek)
- 2005: Yerma vraagt een toefeling - Marijke Pinoy (regie), Fabian Fiorini (compositie) & Dimitri Verhulst (tekst naar het gelijknamige werk van Federico Garcia Lorca)
- 2006: Onegin - Dominique Pauwels (muziek) & Guy Cassiers (regie)
- 2007: Boreas - Stefan Hertmans (tekst), Dominique Pauwels (muziek) & Karine Ponties (choreografie)
- 2007: Droesem - Inne Goris (concept & regie) Eavesdropper (muziek)
- 2008: De duivel beduveld - Patrick Corillon (concept & tekst) & Thomas Smetryns (muziek)
- 2008: Twee oude vrouwtjes - An De Donder (concept), Toon Tellegen (tekst) & Dominique Pauwels (muziek)
- 2009: Adam's Appel - Anders Thomas Jensen (scenario), Dominique Pauwels (muziek) & Ellen Steynen (dramaturgie)
- 2009: The House of the Sleeping Beauties - Kris Defoort (muziek & libretto), Guy Cassiers (regie & libretto) & Marianne Van Kerkhoven (libretto & dramaturgie)

- 2009: Judaspassie - Dominique Pauwels (bewerking, compositie & concept), Pieter De Buysser (tekst) & Inne Goris (regie)
- 2009: Nachtevening - Inne Goris (regie), Pieter De Buysser (tekst) & Eavesdropper (muziek)
- 2010: Autopsie van een gebroken hart - An De Donder (concept) & Dominique Pauwels (muziek)
- 2010: Muur - Inne Goris (regie & tekst naar De Keisnijders van Pieter De Buysser) & Dominique Pauwels (muziek)
- 2011: De gehangenen - Josse De Pauw (tekst, regie & concept) & Jan Kuijken (muziek & concept)
- 2011: Droomtijd - Inne Goris (concept) & Dominique Pauwels (muziek)
- 2011: Middle East - Frank Nuyts (compositie), Philippe Blasband (libretto) & Johan Dehollander (regie)
- 2011: Vader, moeder, ik en wij - Inne Goris (tekst & regie naar Picknick op de wendeltrap van Esther Jansma) & Dominique Pauwels (compositie)
- 2012: An Old Monk - Josse De Pauw (tekst) & Kris Defoort (muziek)

- 2012: Boot & berg - Josse De Pauw (tekst & regie) & Peter Vermeersch (muziek)
- 2012: Ghost Road - Fabrice Murgia (regie) & Dominique Pauwels (muziek)

- 2012: De blinden - Patrick Corillon (concept & libretto) & Daan Janssens (concept, libretto & muziek)
- 2012: Hoog gras - Inne Goris (concept & regie), Peter Verhelst (tekst) & Dominique Pauwels (concept & muziek)
- 2013: De eenzaamheid van de egel - Toon Tellegen (tekst), Raven Rüell (regie) & Dick van der Harst (muziek)
- 2013: MCBTH - Guy Cassiers (regie) & Dominique Pauwels (muziek)

- 2013: Lâchez tout! - François Sarhan (concept, tekst & muziek)

- 2013: The House Taken Over - Vasco Mendonça (muziek), Katie Mitchell (regie) & libretto naar Julio Cortazar's House Taken Over
- 2014: Huis - Michel de Ghelderode (tekst), Josse De Pauw (tekst, concept & regie) & Jan Kuijken (compositie)
- 2015: Children of Nowhere (Ghost Road 2) - Fabrice Murgia (regie) & Dominique Pauwels (muziek)

- 2015: Het huis der verborgen muziekjes - de revanche - Dick van der Harst (compositie & muzikale leiding)
- 2015: L'autre hiver - Dominique Pauwels (muziek), Normand Chaurette (libretto), Denis Marleau & Stéphanie Jasmin (regie)
- 2015: Paradis - Wannes Gyselinck, Louise Van den Eede, Ans Van den Eede & Jeroen Van Der Ven (regie) & Thomas Smetryns (compositie)
- 2015: Sneeuw - Inne Goris (concept & regie) & Thomas Smetryns (muziek)
- 2016: Bosch Beach - Vasco Mendonça (compositie), Dimitri Verhulst (libretto) & Kris Verdonck (regie)

- 2016: De sleutel - Josse De Pauw (concept, regie & tekstbewerking naar Junichiro Tanizaki), Akira Miyoshi & Kuniko Kato (muziek)
- 2016: La maison vague - Patrick Corillon (tekst & regie), Dominique Roodthooft (regie) & Thomas Smetryns (compositie)
- 2016: Zonder bloed - Inne Goris (concept & regie), Peter Verhelst (tekst) & Dominique Pauwels (muziek)
- 2017: De Mensheid - Josse De Pauw (concept & regie), Arnon Grunberg (tekst) & Kris Defoort (muziek naar Henry Purcell)

- 2018: HUIS - Inne Goris (concept)

- 2019: A Concert Called Landscape - Josse De Pauw (concept & regie) & Kris Defoort Trio (muziek)

## Prijzen
- 2004: Achter ’t eten – winnaar Grote theaterfestivalprijs[11]